# جاكي سلوم
جاكي سلوم (بالإنجليزية: Jackie Salloum)‏ مخرجة أفلام أمريكية من أصل فلسطيني. عرضت أعمالها في مهرجان صاندانس السينمائي. فيلمها مقلاع الهيب هوب هو أول فيلم تسجيلي طويل حول ظاهرة الهيب هوب الفلسطيني.

## وصلات خارجية
- جاكي سلوم على موقع IMDb (الإنجليزية)
- جاكي سلوم على موقع ألو سيني (الفرنسية)
- جاكي سلوم على موقع أول موفي (الإنجليزية)
- جاكي سلوم على موقع كينوبويسك (الروسية)